# Harold Nicolson
Sir Harold George Nicolson KCVO CMG (21. listopadu 1886, Teherán, Persie (nyní Írán – 1. května 1968, Kent, Anglie) byl britský politik, diplomat, historik, životopisec, prozaik, lektor, novinář, hlasatel a zahradník. Jeho manželkou byla spisovatelka Vita Sackville-Westová.

## Životopis
Nicolson se narodil v Teheránu v tehdejší Persii, jako nejmladší syn diplomata Arthura Nicolsona, 1. barona z Carnocku. Dětství prožil na různých místech v Evropě a na Blízkém východě podle diplomatické mise svého otce. Mimo jiné žil v Petrohradě, Konstantinopoli, Madridu, Sofii a Tangeru. Vzdělání získal na "Grange School" ve Folkestone v hrabství Kent, pokračoval na Wellington College v Berkshiru. V roce 1909 absolvoval na Balliol College v Oxfordu. Téhož roku Nicolson nastoupil na ministerstvo zahraničí poté co uspěl ve zkoušce pro diplomatickou a státní službu.

## Diplomatická kariéra

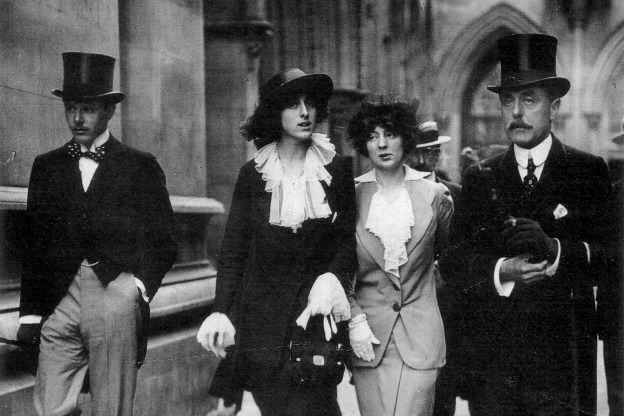
Zleva:Harold Nicolson, Vita Sackville-Westová, Rosamund Grosvenor, Lionel Sackville-West

Od února 1909 do září roku 1911 sloužil jako atašé v Madridu a od ledna 1912 do října 1914 jako třetí sekretář v Konstantinopoli. V roce 1913 se Nicolson oženil se spisovatelkou Vitou Sackville-Westovou. Nicolson a jeho manželka praktikovali to, čemu by se nyní říkalo otevřené manželství, přičemž oba měli poměr s osobami stejného pohlaví.
Diplomatická kariéra byla sice v edvardovské Británii čestná a prestižní, ale rodiče Sackville-Westové byli aristokraté, kteří chtěli, aby se jejich dcera provdala za šlechtice ze staré šlechtické rodiny, a tak dali pouze váhavý souhlas s manželstvím.
Během první světové války sloužil na ministerstvu zahraničí v Londýně. V té době byl povýšen na druhého tajemníka. Jako nejmladší zaměstnanec ministerstva zahraničí v této hodnosti mu 4. srpna 1914 připadla povinnost předat britské revidované vyhlášení války princi Maxu von Lichnowsky, německému velvyslanci v Londýně. V prosinci 1917 musel Nicolson vysvětlit své ženě, že se v důsledku anonymního homosexuálního styku nakazil pohlavní nemocí a že tu jí pravděpodobně i předal. Jak se ukázalo, měl štěstí, nenakazil se. Zúčastnil se pařížské mírové konference v roce 1919. Za svou práci na konferenci byl 1.1. 1920 vyznamenán řádem Sv. Michala a Sv. Jiří (Companion of the Order of St Michael and St George,(CMG).
V roce 1920 povýšen do funkce prvního tajemníka a byl jmenován osobním tajemníkem Sira Erica Drummonda, prvního generálního tajemníka Společnosti národů. V červnu 1920 byl odvolán ministerstvem zahraničí. Ve stejném roce se jeho žena zapletla do vztahu s Violet Trefusis, Aféra téměř zničila jejich manželství. Jak napsal Nicolson do svého deníku: „Sakra! Sakra! Sakra! Violet. Jak ji nenávidím“. Jednou dokonce Nicolson cestoval za manželkou do Francie, kam „utekla“ s Violet aby se jí pokusil získat zpátky.
Ani Nicolsonovi nebyly homosexuální vztahy cizí. Mimo jiné měl dlouhodobý vztah s Raymondem Mortimerem, kterého on i Vita laskavě označovali jako „Tray“. Nicolson a Vita spolu otevřeně diskutovali o svých homosexuálních vztazích, přesto zůstali spolu a byli spolu šťastní. Byli velmi oddaní jeden druhému a psali si téměř každý den, když byli rozděleni z důvodu dlouhých diplomatických misí Nicolsona v zahraničí nebo pro toulavou povahu Vity. Nakonec se Nicolson diplomacie vzdal, částečně proto, aby mohli žít společně v Anglii.
V roce 1925 byl povýšen na konzultanta a byl vyslán do Teheránu jako chargé d'affaires. Ve stejném roce sesadil generál Rezá Šáh Pahlaví posledního šáha, Ahmada Šáha a získal tak symbol císařství "Paví trůn" (angl. Peacock Throne, zdobený figurkami pávů s raritními drahokamy v očích a v ocase, císařskou korunou, množstvím náhrdelníků a dalších šperků a gem s rytými nápisy.)
Přesto že to nebylo úplně vhodné pro manželku zahraničního diplomata, Vita se zúčastnila korunovace Rezy Šáha Pahlaví jako nového šáha. Nicolsonovi se Reza Šáh osobně nelíbil.
Reza neměl rád britský vliv v Íránu a po korunovaci vydal „kategorickou nótu“, ve které požadoval „propuštění Savarů - indických strážců z Persie, ti sloužili jako ostraha britského vyslanectví v Teheránu a dalších konzulátů po celé Persii. Reza Šáh viděl vojska cizí mocnosti projíždějící ulicemi jeho hlavního města jako porušení jeho suverenity. Jako chargé d'affairs měl Nicolson na starosti britské vyslanectví v létě 1926 a po obdržení íránské nóty okamžitě navštívil íránské ministerstvo zahraničí, aby vznesl námitky. Sdělil íránským představitelům, že nóta byla „tak kategorická, až byla téměř urážlivá“ a chtěl aby byla zrušena. Peršané uvedli, že nótu sepsal Reza Šáh a nelze ji proto stáhnout, ale nakonec byla vypracována příloha, která zmírnila její výhružný tón. Nicméně, ke spokojenosti Rezy Šáha, Britové museli Savary propustit.
V létě 1927 byl Nicolson odvolán do Londýna a degradován na prvního tajemníka za kritiku ministra Sira Percy Loraina. V roce 1928 však byl vyslán do Berlína jako chargé d'affaires a znovu povýšen na konzultanta. V září 1929 diplomacii opustil.

## Politická kariéra
Od roku 1930 do roku 1931 editoval Nicolson "Londoner's Diary" pro Evening Standard. Neměl rád klepy z vysoké společnosti, proto po roce spolupráci ukončil. V roce 1931 vstoupil do nedávno vytvořené nové strany "New Party" Sira Oswalda Mosleye, známého zejména jako vůdce britského fašismu. Ve všeobecných volbách toho roku Nicolson neúspěšně kandidoval do parlamentu za "Combined English Universities" a editoval stranické noviny Action. Poté co Mosley následující rok založil Britskou unii fašistů, Nicolson Mosleye přestal podporovat.
Do sněmovny vstoupil po volbách 1935 jako labouristický člen parlamentu (MP) za Leicester West. Ve druhé polovině třicátých let byl jedním z relativně mála poslanců, kteří Anglii varovali před hrozbou fašismu. Nicolson, který byl v tomto ohledu spíše následovníkem Anthony Edena než Winstona Churchilla, byl stále Churchillovým přítelem, (ne intimním) a ve sněmovně podporoval Churchillovo úsilí posílit britské odhodlání a podpořit přezbrojení.
Jako frankofil byl Nicolson blízkým přítelem francouzského diplomata v Londýně Charlese Corbina a byl proti jeho appeasementu.
V říjnu 1938 vystoupil Nicolson ve sněmovně proti mnichovské dohodě:
„Vím, že ti z nás, kteří věří v tradice naší politiky, kteří věří, že jednou z hlavních funkcí této země je udržovat morální standardy v Evropě, ne přátelit se s lidmi, jejichž chování je prokazatelně zlé, stanovit nějaký standard, podle kterého mohou menší mocnosti testovat, co je dobré v mezinárodním chování a ti, kteří nezastávají taková stanoviska obviňují ministerstvo zahraničí. Děkuji bohu, že mám stejný smysl pro právo jako ministerstvo zahraničí “.

V červnu 1940 se Nicolson setkal s francouzským spisovatelem André Mauroisenem v době, kdy byla Francie na pokraji porážky, což vedlo Nicolsona k zápisu do jeho deníku:
„12. června 1940. Ráno jsem viděl André Mauroise. Včera opustil Paříž. Řekl, že nikdy v životě nezažil takovou agónii, jako když viděl Paříž vyhřívat se za krásného letního dne a uvědomil si, že to možná už nikdy neuvidí. Cítím hluboce s Francouzi. Paříž je pro ně to, co je pro nás náš venkov. Pokud bychom viděli Devonshire, Cornwall a celou Anglii soustředěnou na jednom místě a věděli, že pravděpodobně budeme vyhlazeni, cítili bychom veškerou bolest světa “.

Stal se parlamentním tajemníkem a oficiálním cenzorem na ministerstvu informací ve Churchillově válečné vládě národní jednoty z roku 1940, sloužil přibližně rok jako člen kabinetu Alfreda Duff Coopera, než byl Churchillem požádán, aby uvolnil svou pozici pro Ernesta Thurtleho, neboť labouristická strana požadovala více svých poslanců ve vládě; poté byl vlivným podporovatelem vlády zejména v otázkách zahraniční politiky vzhledem k jeho diplomatické kariéře. V letech 1941 až 1946 byl také členem rady BBC.
V roce 1944, během bitvy o Monte Cassino Spojenci věřili, že Němci používají italské opatství jako pozorovací stanoviště k přímé palbě na spojenecké síly v údolí a mnozí požadovali, aby bylo opatství bombardováno. Zachránilo by to mnoho životů spojeneckých vojáků, kteří potřebovali vstoupit do údolí, aby se dostali na vrchol k Monte Cassinu, což byl klíčový bod v Gustavově linii. V únoru 1944 vyvolal Nicolson kontroverzi sloupkem v The Spectator: napsal, že umění je nenahraditelné, ale lidský život nahraditelný je. Postavil se proti bombardování opatství a řekl, že opatství samo je skvělé umělecké dílo, které navíc obsahuje mnoho uměleckých děl, jež nelze nikdy nahradit, i když to možná znamená smrt i jeho vlastního syna Nigela Nicolsona, který sloužil v 8. armádě bojující u Monte Cassina. Z morálního hlediska je lepší mít tisíce mrtvých a zraněných, než zničit opatství Monte Cassino. K velké zlosti Nicolsona bylo opatství zničeno americkým náletem 15. února 1944.
Když Nicolson jako frankofil, navštívil v březnu 1945 poprvé po pěti letech Francii, po přistání políbil francouzskou půdu. Když se jeden z místních zeptal klečícího Nicolsona „Monsieur a laissé tomber quelque?“ („Pane, upustil jste něco?“), Nicolson odpověděl: „Non, j'ai retrouvé quelque“ („Ne, něco se mi vrátilo“). Historka je v Británii málo známá, ale ve Francii si ji dobře pamatují.
Poté co neuspěl ve všeobecných volbách v roce 1945, vstoupil do Labour Party k velkému zděšení své rodiny, skončila tak snaha o získání dědičného šlechtického titulu od Klementa Attleeho; Nicolson kandidoval i v doplňovacích volbách za Croydon North v roce 1948, ale opět prohrál.
V roce 1960 na pařížském summitu Nicolson psal o chování sovětského premiéra Nikity Chruščova a naznačil, že byl „trochu šílený“ a „výměna urážek není nejlepší metodou vedení vztahů mezi suverénními státy“.

## Nicholson spisovatel

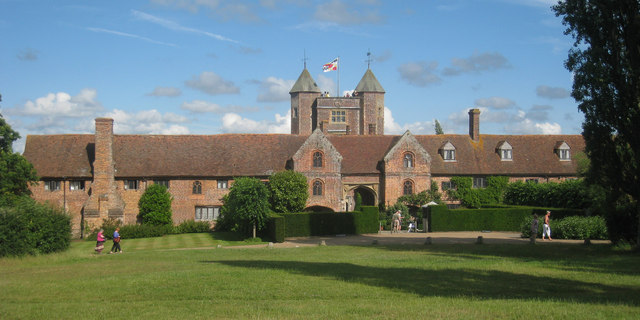
Hrad Sissinghurst Castle Garden, Kent

Povzbuzován ambiciózní manželkou spisovatelkou, vydal Nicolson v roce 1921 biografii francouzského básníka Paula Verlaina, po níž následovaly studie dalších literárních osobností, jako jsou Tennyson, Byron, Swinburne a Sainte-Beuve. V roce 1933 napsal zprávu o mírové konferenci v Paříži 1919.
Nicolson poznamenal: „ačkoli nenávidím antisemitismus, nemám rád Židy“. Ve svých denících vyjádřil znepokojení nad tím, že bude přijímání státního úředníka na ministerstvo zahraničí méně výběrové: „Židé se mnohem více zajímají o mezinárodní život než Angličané. A pokud bychom státní službu otevřeli, mohla by být zaplavena chytrými Židy.“ Tony Kushner tvrdil, že byl typický antisemita, který „veřejně varoval před nebezpečím antisemitismu na jakékoli úrovni, ale soukromě nenáviděl samotnou přítomnost Židů“. Bez důkazů předpokládal ve svých denících v roce 1944, že skupina dívek bavících se s americkými vojáky byly Židovky: "Jsem pro malou promiskuitu. Ale z nymfomanie Židovek z East Endu jen pro peníze se mi dělá špatně."

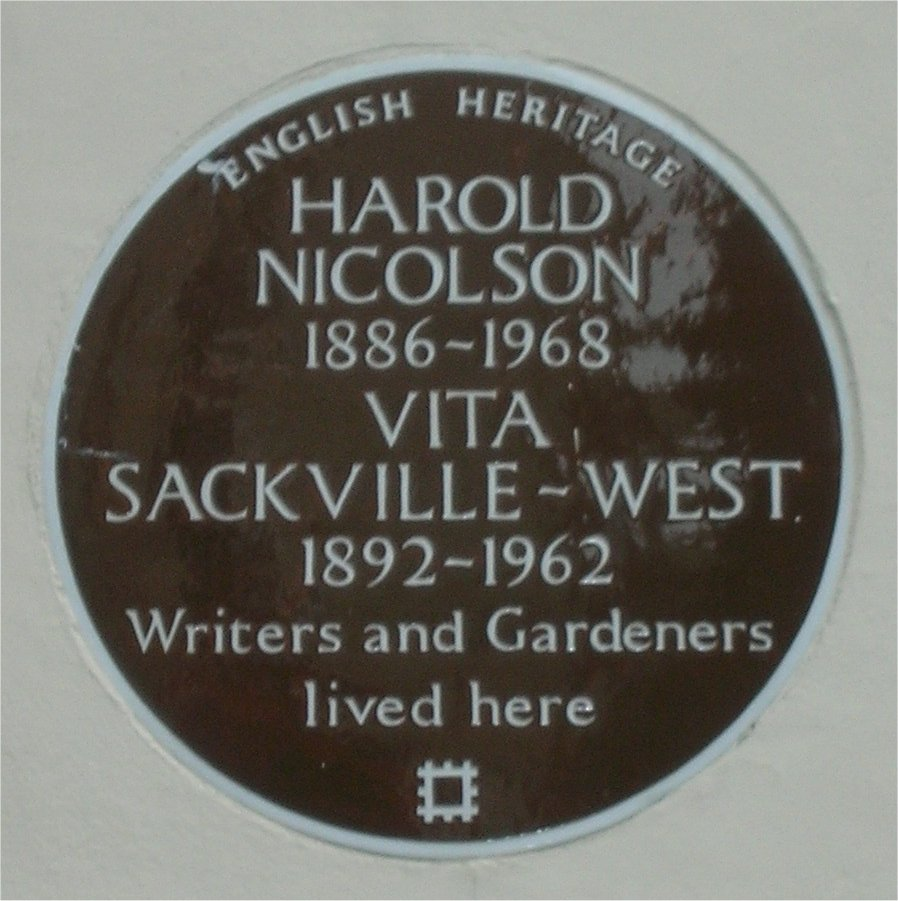
Pamětní deska na Ebury Street v Londýně Commemorative plaque in Ebury Street, Londýn

Nicolson je také připomínán díky románu Public Faces z roku 1932, ve kterém předznamenal použití jaderné bomby. Fiktivní popis britské národní politiky v roce 1939 vypráví o tom, jak se britský ministr zahraničí snaží udržet světový mír pomocí královského letectva, které se agresivně pyšní raketovými letadly a atomovou bombu. V dnešních termínech to byla mnohamegatunová bomba a její shození do Perského zálivu bylo ústředním motivem, ale na druhou stranu se nepředpokládalo, že by Nicolson měl rád Hitlera.
Poté, co Nicolsonův poslední pokus o vstup do parlamentu selhal, pokračoval s rozsáhlým sociálním rozvrhem a literární tvorbou, psal knihy, recenze knih a týdenní sloupek pro The Spectator.
Jeho deník je jedním z nejvýznamnějších britských deníků 20. století a je pozoruhodným zdrojem informací o britských politických dějinách v letech 1930 až 1950, zejména pokud jde o období před druhou světovou válkou a samotnou válku. Nicolson byl v dostatečně vysokých pozicích, aby mohl psát o fungování kruhů moci a o každodenním vývoji velkých událostí. Jeho kolega poslanec Robert Bernays charakterizoval Nicolsona jako „národní postavu druhého stupně“.
Nicolson byl společníkem, přítelem nebo blízkým kolegou takovým politickým osobnostem, jako jsou Ramsay MacDonald, David Lloyd George, Duff Cooper, Charles de Gaulle, Anthony Eden a Winston Churchill, spolu s řadou literárních a uměleckých osobností, včetně Cyrila Edwina Mitchinsona Joada ( C. E. M. Joad) z BBC z pořadu The Brains Trust (rozhlasový a později televizní program čtyřicátých a padesátých let 20. století, ve kterém se skupina odborníků pokoušela odpovědět na otázky zaslané publikem).

## Rodina
S manželkou měli dva syny, historika umění Benedikta a politika a spisovatele Nigela. Nigel později publikoval díla svých rodičů a psal o jejich životě, včetně knihy Portrait of a Marriage (Portrét manželství),vydal jejich korespondenci a Nicolsonův deník.
V roce 1930 získala Vita Sackville-Westová hrad Sissinghurst poblíž Cranbrook v Kentu. Tam pár vytvořil proslulé zahrady, které nyní provozuje National Trust.

## Ocenění
V roce 1953 byl jmenován rytířem a nositelem královského viktoriánského řádu (KCVO), což byla odměna za sepsání oficiálního životopisu Jiřího V., který byl vydán předchozí rok.
Na jeho domě v Ebury Street v Londýně, SW1 je modrá plaketa připomínající jeho a jeho manželku.

#### Další zdroje
- Rich, Margaret Sherry. "The Harold Nicolson Papers". Princeton University Library Chronicle 65.1 (2003): 105-109. online
- Nicolson, Nigel, (ed.) The Harold Nicolson Diaries 1907–1963 (Weidenfeld & Nicolson, 2004), ISBN 0-297-84764-3
- Nicolson, Nigel, (ed.) Vita and Harold. The Letters of Vita Sackville-West and Harold Nicolson 1910–1962 (Weidenfeld & Nicolson, 1992), ISBN 0-297-81182-7.